# Ammothea bicorniculata
Ammothea bicorniculata là một loài nhện biển trong họ Ammotheidae. Loài này thuộc chi Ammothea. Ammothea bicorniculata được miêu tả khoa học năm 1992 bởi Stiboy-Risch.